# Malmgreniella hendleri
Malmgreniella hendleri är en ringmaskart som beskrevs av Pettibone 1993. Malmgreniella hendleri ingår i släktet Malmgreniella och familjen Polynoidae. Inga underarter finns listade i Catalogue of Life.